# 坪野哲久
坪野哲久（つぼの てっきゅう、1906年9月1日－1988年11月9日）は、昭和期の日本の歌人。本名、坪野久作。妻の山田あきも歌人。

## 経歴
石川県羽咋郡志賀町出身。東洋大学文学部支那哲学科を卒業後、「アララギ」に入会し島木赤彦に師事。赤彦没後は小泉苳三主宰の「ポトナム」同人となる。後世のプロレタリア歌人としてのイメージが強いが、赤彦を最大の師として尊敬し、「アララギ」への帰属意識は終生持っていた。
1928年、新興歌人連盟に参加するが、五島茂との間に方向性の違いが生じ、1ヶ月で渡辺順三、浅野順一、伊澤信平、大塚金之助、浦野敬らとともに脱退、無産者歌人連盟を結成。1929年、東京ガスの人夫として働くも労働組合運動に参加したことから解雇される。プロレタリア歌人同盟を結成して「短歌前衛」を創刊、しばしば発禁処分を受ける。日本プロレタリア作家同盟（ナルプ）に加入。プロレタリア歌人として出発し、大胆な口語自由律短歌を発表するようになった。
1930年、小林多喜二『蟹工船』などを出版元として知られる、プロレタリア系出版社戦旗社に勤務。同僚には村山知義や中野重治がいた。第一歌集「九月一日」を紅玉堂から刊行するも発禁処分を受ける。1931年、同じ「短歌前衛」の同人であった6歳上の山田あきと結婚。「戦旗社」の社員であったために検挙されるが起訴猶予。再び東京ガスの社外工となるが、再検挙される。1932年、プロレタリア歌人同盟解散。結核にかかり、ストライキ中に喀血し療養生活を送る。1935年からは練馬街道に焼き鳥の屋台を出して生活するようになる。
1936年、歌誌「鍛冶」（戦後、「航海者」と改題）を創刊。文語定型短歌へと移行する。1940年には合同歌集『新風十人』（八雲書林）に参加。戦時中は思想的な圧力により発表活動を狭められていき、1943年には治安維持法違反で検挙されたが、療養中だったため仮釈放された。
戦後は渡辺順三らと「人民短歌」を創刊、新日本歌人協会の中心人物として活躍。1955年より赤旗歌壇選者。1972年、歌集『碧厳』で第23回読売文学賞を受賞。1978年、「氷河」創刊。
評伝に山本司『初評伝・坪野哲久』がある。

## 著書
- 『九月一日 プロレタリア歌集』紅玉堂書店 1930
- 『百花 歌集』書物展望社 1939
- 『桜 歌集』甲鳥書林 昭和歌人叢書 1940
- 『北の人 坪野哲久歌集』白玉書房 1958
- 『昭和秀歌』理論社 1958
- 『万葉秀歌 上 (万葉の詩人たち)』理論社 1958
- 『碧巌 歌集』1971　のち短歌新聞社文庫
- 『人間旦暮 歌集』不識書院 1988
- 『留花門 歌集』邑書林 1989
- 『坪野哲久全歌集』（1993）
- 『坪野哲久小説集 生誕一〇〇周年記念』石川県志賀町 2006

### 共著
- 『現代短歌大系 3 (前川佐美雄,坪野哲久,五島美代子)』三一書房 1973
- 『現代短歌を観る』共著 片山令子編 砂子屋書房 2007
- 『坪野哲久歌集『碧巌』を読む』片山令子編 砂子屋書房 2010